# Opus tessellatum

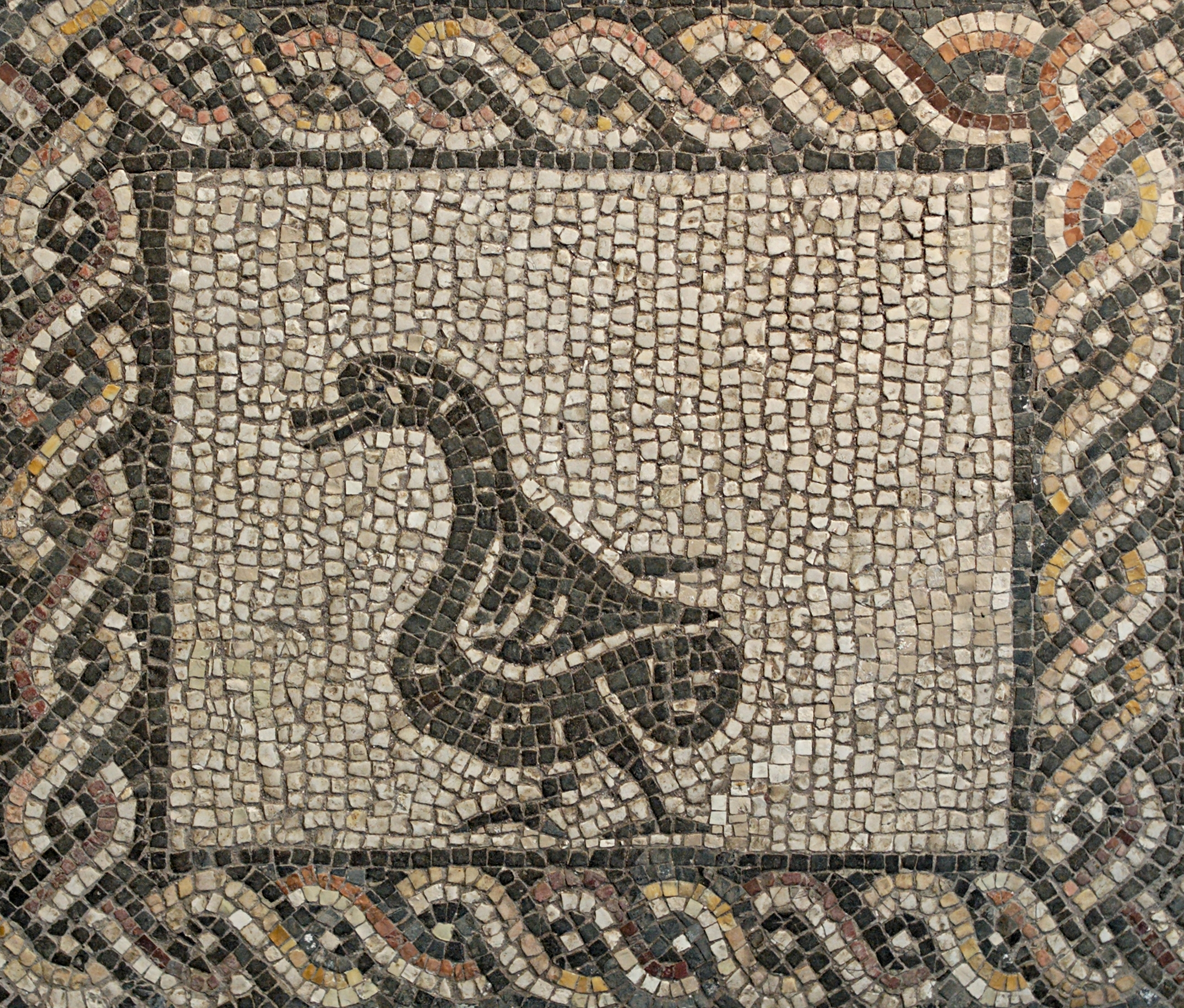
Mosaïque de pavement au canard. IIIe siècle, Rome

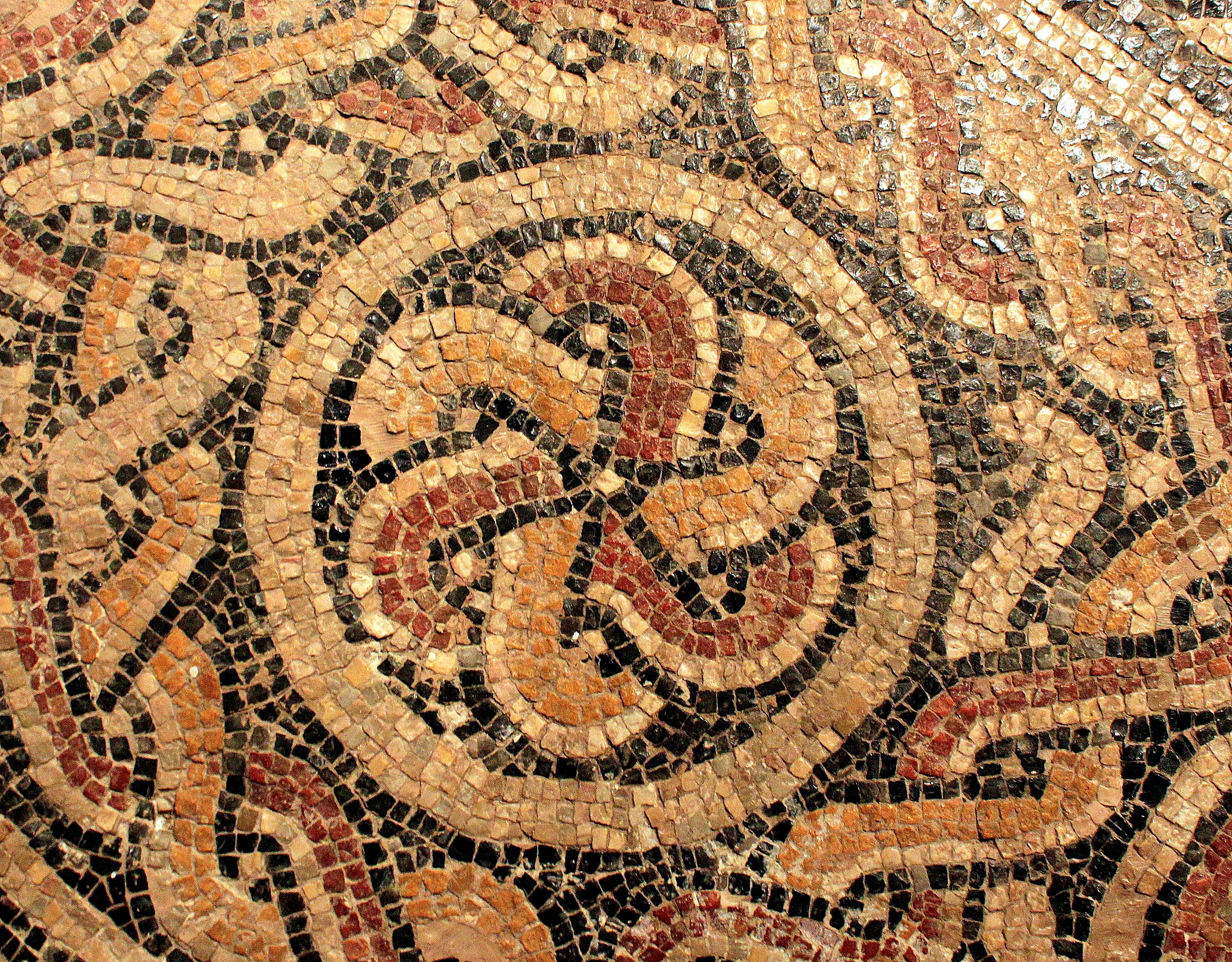
Camino de Albalate. Calanda. Espagne

L’opus tessellatum (du latin tessella, cube, dé à jouer) est la forme courante de mosaïque antique. Cette technique de mosaïque convient bien aux dessins géométriques et est notamment employée pour les motifs de remplissage ou les fonds.

## Réalisation
La mosaïque est réalisée en plusieurs étapes :
On pose d'abord une couche d’agrégat de grosses pierres pour drainer le sol. C'est le statumen.
On pose ensuite une couche sur environ 10 à 12 cm, afin de niveler le sol. Cette couche, composée de chaux, de gravier et d'éclats de pierre, est appelée le rudus.
On pose par-dessus une sorte de mortier grossier, composé de chaux et d'éléments de terre cuite. Cette couche, épaisse de 2 à 3 cm, est appelée le nucléus.
Enfin, avant de créer le motif, on forme un lit de pose, fine couche de mortier. Le motif est formé selon un dessin préparatoire, qui peut être reporté à partir d'un modèle ou non.

## Variations
Selon le type de tesselles et leur forme, l’opus tessellatum peut porter un nom différent.
- Si les tesselles sont minuscules, on parle d'opus vermiculatum.
- Si les tesselles sont en verre, on parle d'opus musivum.
- Si les tesselles sont posées sur un support rigide (et donc déplaçable facilement), on parle d'emblema.